# Fate's Turning
Fate's Turning è un cortometraggio muto del 1911 diretto da David W. Griffith.

## Produzione
Il film fu prodotto dalla Biograph Company. Fu girato nel dicembre 1910.

## Distribuzione
Distribuito dalla General Film Company, il film - un cortometraggio di una bobina - uscì nelle sale il 23 gennaio 1911. Copia del film (positivo 35 mm) è conservata negli archivi dell'International Museum of Photography and Film at George Eastman House.

## Data di uscita
- USA  23 gennaio 1911
- USA 14 maggio 2007  DVD[1]